# مطار بني وليد
مطار بني وليد هوَ مطار عسكري يَقع في الجزء الشرقي من مدينة بني وليد الليبية في صحراء غرب ليبيا غيرَ بعيدٍ عن العاصمة طرابلس. كان المطار ساحة للاشتباكات والمعارك أكثر من مرة خلال الحرب الأهلية الليبية 2011.

## أحداث 2011
في 21 فبراير 2011 وقعَ المطار تحتَ سيطرة الثوار الليبيِّين جنباً إلى جنب معَ كامل مدينة بني وليد. وفي وقت لاحق من الصراع بين الثوار والقذافي أصبحَ أتباع القذافي وقوَّاته يَستخدمون المطار كوسيلة لنقل العتاد والسلاح بين مدينتي بني وليد وسرت. لكن بعدَ اندلاع معركة بني وليد في مطلع شهر سبتمبر سيطرَ الثوار الليبيون على المطار وقطعوا خط التعزيزات هذا.